# 妙円寺 (日置市)

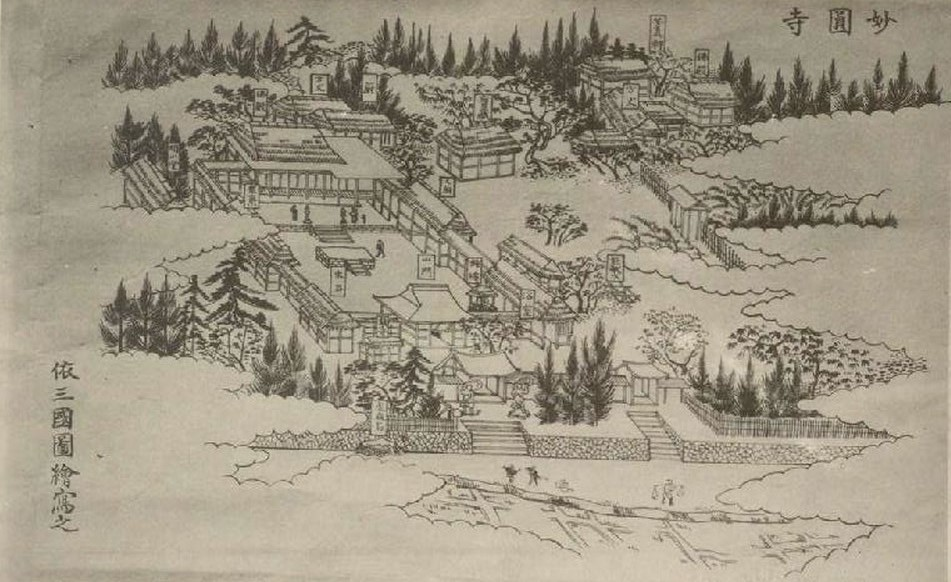
三国名勝図会にある妙円寺

妙円寺（みょうえんじ）は、鹿児島県日置市伊集院町徳重にある曹洞宗の寺院である。山号は「法智山」。

## 歴史

### 建立から旧藩時代まで
薩摩の戦国大名・島津義弘の菩提寺である。禅寺であるため妙円禅寺、また妙圓寺とも記す。600年以上の歴史があり、永平寺と總持寺とを両本山に持つ曹洞宗の寺院として、毎年行われる節分祭は鹿児島県内有数の信者数を誇っている。
元中7年（1390年）、当時この地の支配者であった伊集院忠国の十一男である石屋真梁によって、長州の守護大名であった大内義弘の娘の供養のために建立された。ちなみに石屋は応永元年（1394年）に島津元久の命で福昌寺の開山となった人物でもあり、現在も鹿児島県で浸透している「しんこ団子」を考案したという説もある人物である。石屋の兄・南仲景周は広済寺の開山となっており、若い頃の石屋は小僧として兄の下、広済寺で勉学や修行に励んでいる。妙円寺は福昌寺の兄寺にあたる。訳あって妙円寺が既に廃寺となりかけていた文明2年（1470年）には、福昌寺6代住職・愚丘妙智（）が来て、必要なものを妙円寺へ移し、仏像や仏堂を飾り元通りにして、それまで廃れていたものを全て復興しており、愚丘は妙円寺の中興だと『薩藩名勝志』に書かれている。歴代島津氏当主の尊崇を受けてきたが、島津義弘は特にこの寺に対する帰依が厚く、自分の菩提寺に妙円寺を指定した義弘は、生前に京都より仏師・康厳を招き、自らの姿を彫刻させ、その木像を生きている義弘と思い弔うよう指示して妙円寺に500石を与え、妙円寺にとってこの500石が最盛期の寺領となり、義弘とその妻の墓所となったために薩摩藩の中でも有数の禅寺となった。「妙円寺詣り」の妙円寺とは本来この寺のことを指す。
寛永2年（1625年）正月と寛延3年（1750年）6月14日に火事が起きており、天保6年（1835年）には妙円寺が全焼した。神体である島津義弘の木像は一時、雪窓院に安置され、後に再興された妙円寺へ再び戻された。その際の行列は、当時の大名行列を小規模にした形式を取っていた。ちなみに、伊集院町文化財に指定されている松崎勘助貞範の日記には、城下の武士が鹿児島城の城主へ、元旦に新年を祝う言葉を述べるのと同じ作法で、伊集院郷士で許可された者が神体である義弘の木像に、新年を祝う言葉を述べていたことが記されている。天保14年（1843年）にまとめられた『三国名勝図会』には、妙円寺の寺領は375石と記されている。また、『三国名勝図会』や『薩藩名勝志』には、寺の敷地内に鎮守社という神社も描かれている。

### 廃仏毀釈による廃寺と再興

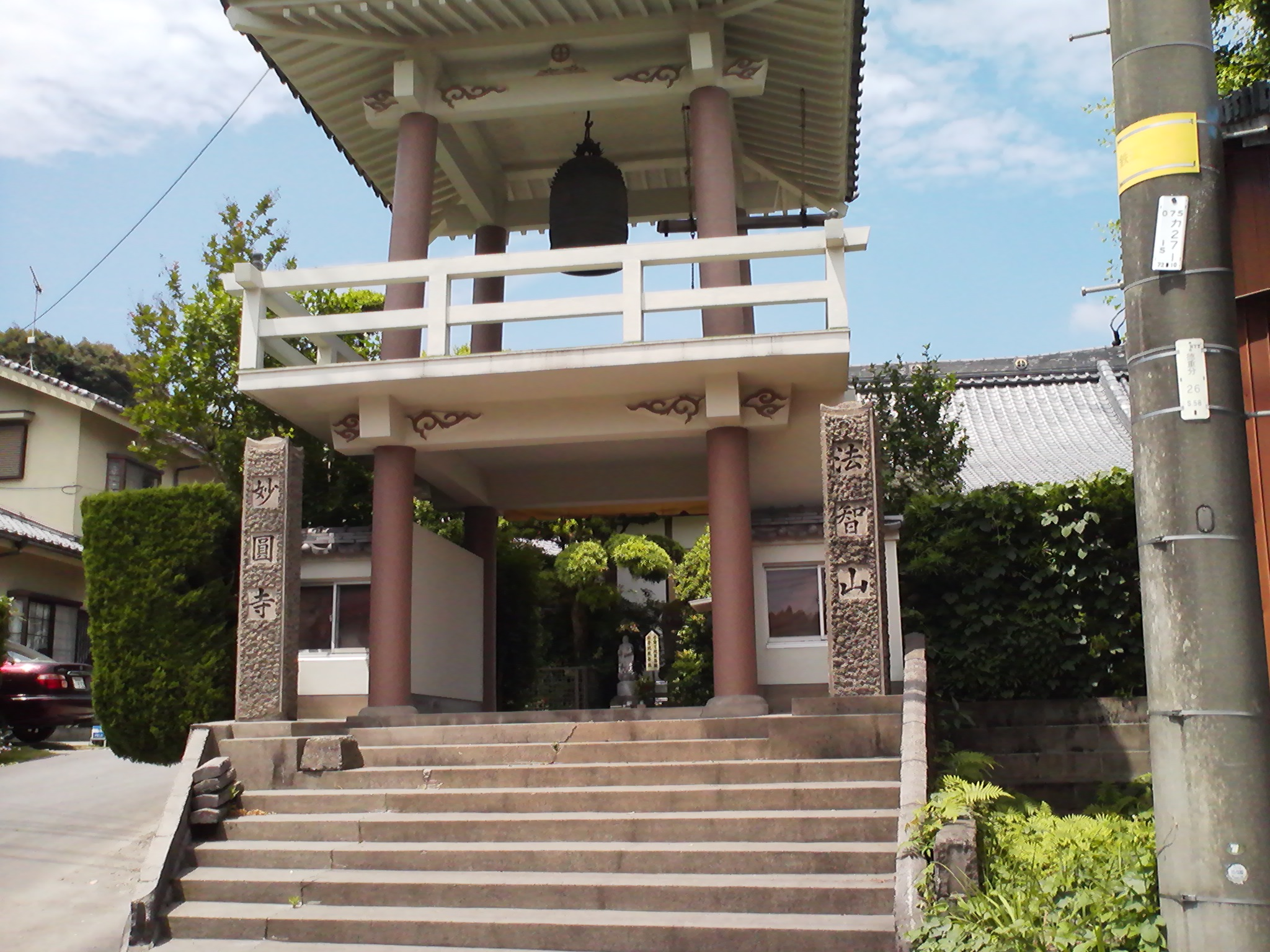
妙円禅寺の鐘門（2010年6月）

明治2年（1869年）、神仏分離などに端を発した廃仏毀釈により妙円寺も破壊され、当時の住職は島津義弘の位牌などの宝物を持って避難した。明治13年（1880年）には早くも地元の支援者により、かつての寺地の近隣に再興されたが、徳重神社の所有となった宝物は、返還を求めるも達せられぬまま至る。明治2年11月までに薩摩藩内1066カ所の寺が廃絶し、2964人いた僧侶も明治7年（1874年）までには還俗させられ、廃仏毀釈の期間が過ぎた後も数年間は、寺院は全て無く、僧侶も全ていない状態になったと『鹿児島県史』にも記されている状況であり、島津氏における6代から28代までの当主の墓が並び、最盛期には約1500人の僧侶がおり南九州屈指の寺だった福昌寺ですら、有志が2度も再建を試みたものの許可されず、約30年後の明治31年（1898年）にようやく、直線距離で30km以上離れた現在の薩摩川内市内に再建でき、日新寺や薩摩藩屈指の有力寺院だった一乗院など、島津氏に深く関わりがあった数々の寺も、廃仏毀釈によりその多くは再興に到らず、廃寺のままとなっているが、妙円寺はそうした中、再興にまで至った数少ない例であり、恵まれた幸運な寺でもある。復興後の妙円寺は600坪ほどに縮小されたが、島津義弘の位牌に加え、境内には昭和11年（1936年）に公爵である島津家第30代当主・島津忠重の寄贈した石屋眞梁の石碑があり、碑銘は陸軍大将・町田経宇によって書かれている。
鹿児島本線伊集院駅の案内や地図には、この禅寺の所在は記されていないが、伊集院駅近くにある鹿児島県道24号鹿児島東市来線からの道への入口や、徳重神社の敷地内駐車場入口、城山トンネル交差点、鹿児島県立伊集院高等学校近くにある鹿児島県道37号伊集院日吉線からの道への入口など様々な場所に、妙円寺と徳重神社それぞれの方向を指す矢印が書かれたうえ、日置市のご当地キャラクター「ひお吉」の顔と腕が描かれた看板が、日置市により年中設置されている。また、徳重神社の境内に日置市教育委員会が設置した解説板「妙円寺詣りの意義」や妙円寺詣りのパンフレットにも、妙円寺が再興されていることが記載されている。ちなみに、妙円寺61代住職・伊藤憲一（）は韓国の禅寺とも交流があり、平成22年（2010年）10月末には韓国の東國寺で行われた韓国人強制徴用者物故者供養祭という供養祭にも参加している。

## 谷山大観音
鹿児島市下福元町にあり、清泉寺跡の比較的近くに、鹿児島市の珍スポットとして知られ「谷山大観音」と呼ばれている、吹きさらしで建っている金色の観音像は、61代住職・伊藤憲一の代に台湾でつくられて船で運ばれ、妙円寺により1990年代初め頃に観音像が先に建立され、後に周囲の建物等が整備された。現在、この妙円寺が管理している。33mある観音像の台座より下は納骨堂の建物になっており、納骨堂の正面には8体の白い仏像が設置され、向かって右側面には、妙円寺により分譲された数々の墓や、大小たくさんの地蔵が並んでいる。
入口には、商売繁盛、合格祈願、縁結びのために、ここで行われている「ろうそく祈願」なる祈祷、この場所の納骨堂、近場にある磨崖仏史跡の案内が書かれた看板が立てられている。かつて「妙円寺谷山出張所」と表記されていた入口看板は現在、なぜか廃寺になっているはずの清泉寺の名が称された「清泉寺観音堂」となっており、道路からの入口近くにある寺務所は「清泉寺寺務所」と表記されている。大観音像の下にある納骨堂の建物も現在は「清泉寺大観音堂」と表記されており、納骨堂の横には賽銭箱の置かれた祈祷などを行う建物がある。かつては、清泉寺の名が書かれた納骨堂分譲中の旗が立てられていたこともある。